# Samiska rådet i Svenska kyrkan
Samiska rådet i Svenska kyrkan är ett råd inom området same i Svenska kyrkan som bildades 1996. Rådet har bland annat som uppgift att dela ut Samiska rådets kulturpris.

## Styrelse

### Ledamöter 2022–2025
| Ledamot              | Repersenterare   | Övrigt          |
| -------------------- | ---------------- | --------------- |
| Erik-Oscar Oscarsson | Sametinget       | Ordförande      |
| Jennie Granberg      | Sametinget       |                 |
| Lisa Gerenmark       | Kyrkostyrelsen   |                 |
| Åsa Nyström          | Biskopsmötet     |                 |
| Hanna Keinil         | Sáminuorra       |                 |
| Alva Fjellström      | Sáminuorra       |                 |
| Anna Sara Stenvall   | Härnösands stift |                 |
| Britt Sandström      | Västerås stift   |                 |
| Gunilla Märak        | Stockholms stift |                 |
| Anette Burman Labba  | Luleå stift      |                 |
| Nils-Johan Labba     | Luleå stift      | Vice ordförande |